# Llista d'episodis de Californication
Aquest article correspon a la llista d'episodis de la sèrie estatunidenca Californication. Aquest drama-comèdia anglesa va ser estrenada el 13 d'agost de 2007 pel canal Showtime. Com que la sèrie no s'ha traduït al català, en la següent llista es proposa una traducció del títol original de cada episodi que no és oficial.

## Resum
| Temporada | Temporada | Episodis | Estrena                | Final                  |
| --------- | --------- | -------- | ---------------------- | ---------------------- |
|           | 1         | 12       | 13 d'agost de 2007     | 29 d'octubre de 2007   |
|           | 2         | 12       | 28 de setembre de 2008 | 14 de desembre de 2008 |
|           | 3         | 12       | 12 de setembre de 2009 | 13 de desembre de 2009 |
|           | 4         | 12       | 9 de gener de 2011     | 27 de març de 2011     |
|           | 5         | 12       | 8 de gener de 2012     | 1 d'abril de 2012      |
|           | 6         | 12       | 13 de gener de 2013    | 7 d'abril de 2013      |
|           | 7         | 12       | 13 d'abril de 2014     | 29 de juny de 2014     |

## Primera temporada
| Episodi | Codi | Títol original                       | Títol en català                       | Director         | Guió                         | Emissió original       |
| --- | ---- | ------------------------------------ | ------------------------------------- | ---------------- | ---------------------------- | ---------------------- |
| |      |                                      |                                       |                  |                              |                        |
| 1 | 1-01 | Pilot                                | Pilot                                 | Stephen Hopkins  | Tom Kapinos                  | 13 d'agost de 2007     |
| En Hank Moody és un home de quranta anys que sent que ha fracassat en la vida. Després de l'èxit aconseguit amb la seva única novel·la no li reïx escriure ni una sola línia nova, la novel·la ha estat adaptada al cinema de forma ridícula, la seva xicota de tota la vida i de la que encara està enamorat (Karen), està apunt de casar-se amb en Bill, la filla que tenen en comú (Becca) comença a fer-se adolescent… L'única forma d'oblidar les penes és deixant lliure la seva addicció al sexe i tenir relacions sexuals amb multitud de dones. Posteriorment s'assabenta que una de les noies amb què ha estat només té 16 anys i és la filla d'en Bill. |      |                                      |                                       |                  |                              |                        |
| |      |                                      |                                       |                  |                              |                        |
| 2 | 1-02 | Hell-A Woman                         | Dona de l'infern                      | Scott Winant     | Tom Kapinos                  | 20 d'agost de 2007     |
| La Becca convida en Hank a un sopar que havien organitzat en Bill i la Karen amb amics mutus. En Hank accepta la invitació i la Karen aprofita per presentar-li una amiga perquè es relacionin. Per altra banda, en Hank ha de decidir si començar a treballar en un bloc per la revista Hell-A Magazine, feina que odia fer però que necessita per seguir endavant mentre duri la crisi d'idees. |      |                                      |                                       |                  |                              |                        |
| |      |                                      |                                       |                  |                              |                        |
| 3 | 1-03 | The Whore of Babylon                 | La puta de Babilònia                  | Scott Winant     | Tom Kapinos                  | 27 d'agost de 2007     |
| En Hank va a la presó per una batussa amb el director de "A Crazy Little Thing Called Love", l'adaptació cinematogràfica de la novel·la que ell va escriure. El fet que en Bill li pagui la fiança s'afegeix a que ara és el seu nou cap i que s'està apunt de casar-se amb la Karen. Per altra banda, es torna a trobar a la Meredith, li demana disculpes pel seu comportament en la cita a cegues que van tenir i comencen a sortir. Mentrestant, en Charlie descobreix un aspecte amagat de la seva secretària Dani. |      |                                      |                                       |                  |                              |                        |
| |      |                                      |                                       |                  |                              |                        |
| 4 | 1-04 | Fear And Loathing At The Fundraiser  | Por i fàstic en l'acte benèfic        | Michael Lembeck  | Daisy Gardner                | 3 de setembre de 2007  |
| La Meredith convenç en Hank per anar a un acte benèfic mediambiental, on casualment coincideixen amb la Karen i en Bill i també el seu representant editorial. Tot i que no li agraden aquests actes, decideix acompanyar-la per consolidar la seva relació i també promet no provocar cap escena lamentable en l'acte. |      |                                      |                                       |                  |                              |                        |
| |      |                                      |                                       |                  |                              |                        |
| 5 | 1-05 | LOL'                                 | LOL                                   | Bart Freundlich  | Susan McMartin               | 10 de setembre de 2007 |
| En Bill li demana a en Hank que el substitueixi en una xerrada que ha de fer en l'institut on estudia la Mia. També realitza una entrevista a la ràdio on crítica la societat actual i de retruc a la seva xicota Meredith. La Becca continua les seves classes de guitarra i s'enamora del seu professor, però malauradament per ella, la Mia també hi està interessada. Per altra banda, en Charlie i la Marcy pateixen un crisi i fa temps que no tenen relacions sexuals. |      |                                      |                                       |                  |                              |                        |
| |      |                                      |                                       |                  |                              |                        |
| 6 | 1-06 | Absinthe Makes The Heart Grow Fonder | L'absenta fa que el cor s'entendreixi | Ken Whittingham  | Tom Kapinos i Eric Weinberg  | 17 de setembre de 2007 |
| En Hank passa una nit amb una noia que coneix al supermercat, però l'endemà al matí s'adona que li ha robat una guitarra i uns quants discs. La Mia vol un altre relat petit d'en Hank però ell el convenç perquè escrigui alguna cosa i que ell l'ajudarà després. La Becca debuta en un concurs de grups musicals amateurs i passa la velada amb els seus pares recordant vells temps. La Marcy vol millorar les seves relacions sexuals amb en Charlie i ell desitja tornar-les més animades practicant una mica de BDSM. |      |                                      |                                       |                  |                              |                        |
| |      |                                      |                                       |                  |                              |                        |
| 7 | 1-07 | Girls, Interrupted                   | Noies, interromput                    | Tucker Gates     | Gina Fattore                 | 24 de setembre de 2007 |
| La Marcy continua amb la idea que millorar les relacions sexuals amb en Charlie i li proposa fer un trio amb la Dani, que accepta la invitació. Per altra banda, la Becca comença a estar decebuda del seu pare perquè sempre la deixa plantada, i també es fa la idea que els seus pares no tornaran a estar junts. |      |                                      |                                       |                  |                              |                        |
| |      |                                      |                                       |                  |                              |                        |
| 8 | 1-08 | California Son                       | Fill de Califòrnia                    | Scott Winant     | Tom Kapinos                  | 1 d'octubre de 2007    |
| En Hank rep la notícia que el seu pare ha mort i per tal d'alleujar el seu dolor, passa la nit amb una prostituta. La Karen intenta consolar en Hank amb la intenció que vagi al seu funeral però ell no hi vol anar perquè era un impresentable. No obstant, mentre recorda la seva última visita, que va coincidir amb el moment en què va tallar amb la Karen, s'adona que és igual que ell i que no ha fet cas a cap consell que li va donar per evitar-ho. |      |                                      |                                       |                  |                              |                        |
| |      |                                      |                                       |                  |                              |                        |
| 9 | 1-09 | Filthy Lucre                         | Lucre fastigós                        | Scott Burns      | Ildy Modrovich               | 8 d'octubre de 2007    |
| En Hank torna a Los Angeles després d'assistir al funeral del seu pare amb l'esbós d'una novel·la curta, i desitja que la Karen sigui la primera en llegir-la. Per sorpresa, rep una bonificació de la pel·lícula de la qual va fer el guió, i aprofita per comprar-se un nou Porsche, una guitarra per la Becca i un anell especial per la Karen. El problema és que la Karen està decidida a tirar endavant el casament amb en Bill. |      |                                      |                                       |                  |                              |                        |
| |      |                                      |                                       |                  |                              |                        |
| 10 | 1-10 | The Devil's Threesome                | El trio del diable                    | John Dahl        | Tom Kapinos                  | 15 d'octubre de 2007   |
| La Marcy ha decidit alliberar-se sexualment i comença una nova vida com a bisexual deixant de banda el seu marit Charlie. Aquest aprofita l'oportunitat per sortir amb en Hank perquè l'ajudi a lligar. Per altra banda, la Mia vol començar la seva carrera com a escriptora robant una còpia de l'esbós que va escriure en Hank, ja que a ell li van robar l'original. A més, la seva editora serà la Dani, que també vol començar una nova carrera professional i abandonar el lloc de secretària. |      |                                      |                                       |                  |                              |                        |
| |      |                                      |                                       |                  |                              |                        |
| 11 | 1-11 | Turn The Page                        | Passa pàgina                          | David Von Ancken | Gina Fattore i Eric Weinberg | 22 d'octubre de 2007   |
| La Dani fa xantatge a en Charlie perquè l'ajudi a representar la Mia en la seva primera novel·la, un escrit que té un estil literari massa semblant al d'en Hank. Mentre la Karen i en Bill ultimen els preparatius del casament, la Becca decideix anar a viure amb el seu pare perquè creu que s'ensorrarà si continua sol, malgrat que això entristeix la seva mare. |      |                                      |                                       |                  |                              |                        |
| |      |                                      |                                       |                  |                              |                        |
| 12 | 1-12 | The Last Waltz                       | L'últim vals                          | Scott Winant     | Tom Kapinos                  | 29 d'octubre de 2007   |
| És el dia del casament de Karen i Bill. La Becca i en Hank es preparen per assistir-hi junts però a ella li ve la primera menstruació. La Mia discuteix amb el seu pare perquè no li deixa publicar la novel·la, ja que això embrutiria la seva imatge pública, i decideix emborratxar-se mentre espera que comenci el casament. Per la seva part, la Karen xerra amb la Marcy sobre els seus dubtes matrimonials. |      |                                      |                                       |                  |                              |                        |
| |      |                                      |                                       |                  |                              |                        |

## Segona temporada
| Episodi | Codi | Títol original                      | Títol en català                  | Director         | Guió                        | Emissió original       |
| --- | ---- | ----------------------------------- | -------------------------------- | ---------------- | --------------------------- | ---------------------- |
| |      |                                     |                                  |                  |                             |                        |
| 13 | 2-01 | Slip of the Tongue                  | Lapsus linguae                   | David Duchovny   | Tom Kapinos                 | 28 de setembre de 2008 |
| En Hank i la Karen comencen una nova vida junts i tornen a Nova York. Per poder tenir relacions sexuals amb la Karen sense contraconceptiu, en Hank decideix fer-se una vasectomia que el deixa adolorit durant uns dies. Mentrestant, la Becca està molesta perquè no vol deixar Los Angeles i també preocupada per saber quan duraran junts els seus pares.                                                                            |      |                                     |                                  |                  |                             |                        |
| |      |                                     |                                  |                  |                             |                        |
| 14 | 2-02 | The Great Ashby                     | El gran Ashby                    | David Von Ancken | Tom Kapinos                 | 5 d'octubre de 2008    |
| Després de ser arrestat, en Hank passa el dia a la presó perquè la Karen no vol pagar la fiança i així reflexioni sobre el seu comportament. Allà coincideix amb el productor musical Lew Ashby, que li proposa escriure la seva biografia perquè valora molt el seu estil literari. Per altra banda, en Charlie es despatxat per conducta improcedent.                                                                                  |      |                                     |                                  |                  |                             |                        |
| |      |                                     |                                  |                  |                             |                        |
| 15 | 2-03 | No Way To Treat A Lady              | No és forma de tractar una dama  | John Dahl        | Gina Fattore                | 12 d'octubre de 2008   |
| En Hank va a casa d'en Ashby per començar a treballar en la seva biografia i més tard, aquest contracta unes prostitutes per passar l'estona. La seva preferida és la Trixie, que ja havia coincidit amb en Hank anteriorment. La Karen comença un nou projecte de restauració, la Becca té el primer dia de classe a una nova escola i en Charlie es busca la vida intentant fer d'agent a una actriu porno.                            |      |                                     |                                  |                  |                             |                        |
| |      |                                     |                                  |                  |                             |                        |
| 16 | 2-04 | The Raw & the Cooked                | El cru i el cuit                 | David Von Ancken | Tom Kapinos                 | 19 d'octubre de 2008   |
| La Karen organitza un sopar per tots els amics i en Hank aprofita instants abans que arribin els invitats per proposar-li matrimoni. Les diferents personalitats d'alguns convidats xoquen entre si i es fan revelacions molt sorprenents que afecten el futur de la parella. |      |                                     |                                  |                  |                             |                        |
| |      |                                     |                                  |                  |                             |                        |
| 17 | 2-05 | Vaginatown                          | Vaginatown                       | Ken Whittingham  | Jay Dyer                    | 26 d'octubre de 2008   |
| En Hank es trasllada a casa de l'Ashby després de tallar amb la Karen i torna a intentar refer la seva vida. En Charlie ha trencat la carrera professional d'actriu porno de Daisy i per arreglar-lo, esdevé el seu agent i li cerca el paper de protagonista en la pel·lícula Vaginatown. |      |                                     |                                  |                  |                             |                        |
| |      |                                     |                                  |                  |                             |                        |
| 18 | 2-06 | Coke Dick & First Kick              | Coke Dick i la primera puntada   | Michael Lehmann  | Gina Fattore i Gabriel Roth | 2 de novembre de 2008  |
| En Hank busca la primera xicota important de l'Ashby per intentar escriure alguna cosa sobre la seva biografia. La Mia passa el dia amb una reportera de la revista Rolling Stone mentre visita la casa de l'Ashby. En Charlie continua amb la producció de la pel·lícula pornogràfica, i per problemes de localització, han de rodar una escena a casa seva.                                                                            |      |                                     |                                  |                  |                             |                        |
| |      |                                     |                                  |                  |                             |                        |
| 19 | 2-07 | In a Lonely Place                   | En un lloc solitari              | Jake Kasdan      | Tom Kapinos                 | 9 de novembre de 2008  |
| En Hank s'interessa per la tutora de la Becca, però resulta ser també la mare d'en Damian, el xicot de la Becca. La Mia manté relacions sexuals amb l'Ashby tot i ser menor d'edat, i en Charlie té problemes amb l'antic representant de la Daisy, que vol cobrar una indemnització pels danys. |      |                                     |                                  |                  |                             |                        |
| |      |                                     |                                  |                  |                             |                        |
| 20 | 2-08 | Going Down and Out in Beverly Hills | Caure i sortir per Beverly Hills | Danny Ducovny    | Daisy Gardner               | 16 de novembre de 2008 |
| En Hank intenta saber més del passat de l'Ashby mitjançant la seva ex. La Karen s'assabenta que la Mia surt amb l'Ashby tot i ser menor i s'enfronta a ell. En Charlie envia la Marcy amb la seva mare perquè es desintoxiqui mentre ell continua treballant en el futur professional de la Daisy. |      |                                     |                                  |                  |                             |                        |
| |      |                                     |                                  |                  |                             |                        |
| 21 | 2-09 | La Ronde                            | La ronda                         | Adam Bernstein   | Gina Fattore                | 23 de novembre de 2008 |
| La Marcy comença la teràpia de desintoxicació mentre la Daisy la substitueix a la feina per ajudar en Charlie. Tot i que ja han anat al llit junts durant l'absència de la Marcy, ara comencen a tenir una relació d'amistat més íntima. Per altra banda, en Hank té una cita amb l'ex de l'Ashby i acaben a la galeria d'art d'en Julian i la Sonia, mentre l'Ashby convida a la Karen a un concert especial per sorpresa.              |      |                                     |                                  |                  |                             |                        |
| |      |                                     |                                  |                  |                             |                        |
| 22 | 2-10 | In Utero                            | In Utero                         | David Von Ancken | Tom Kapinos                 | 30 de novembre de 2008 |
| En Hank està preocupat a l'espera dels resultats de les proves mèdiques que es va fer. Pensant que té els dies comptats, es lamenta del camí que ha seguit en la seva vida, i també passa l'angoixa recordant els primers dies quan va conèixer la Karen i quan li va comunicar que estava embarassada. - El títol fa referència a l'àlbum In Utero de Nirvana, perquè l'embaràs de la Karen va coincidir amb el suïcidi de Kurt Cobain. |      |                                     |                                  |                  |                             |                        |
| |      |                                     |                                  |                  |                             |                        |
| 23 | 2-11 | Blues from Laurel Canyon            | El blues de Laurel Canyon        | Michael Lehmann  | Gina Fattore                | 7 de desembre de 2008  |
| L'Ashby organitza una festa per celebrar la publicació de la novel·la de la Mia. Durant la festa, la Becca descobreix que en Damian l'enganya i en Charlie destrueix el seu matrimoni quan es sincera davant la seva dona ja rehabilitada dient-li que està enamorat de la Daisy. |      |                                     |                                  |                  |                             |                        |
| |      |                                     |                                  |                  |                             |                        |
| 24 | 2-12 | La Petite Mort                      | La petita mort                   | Bart Freundlich  | Tom Kapinos                 | 14 de desembre de 2008 |
| En Hank acaba la biografia de l'Ashby però la Karen li explica que li han ofert una feina molt important a Nova York i que té intenció d'acceptar-la i endur-se'n a la Becca amb ella. La Sonja és apunt de tenir el part i en Charlie intenta refer la seva vida treballant com a venedor de cotxes i començant una relació estable amb la Daisy.                                                                                       |      |                                     |                                  |                  |                             |                        |
| |      |                                     |                                  |                  |                             |                        |

## Tercera temporada
| Episodi | Codi | Títol original             | Títol en català                  | Director                           | Guió                          | Emissió original       |
| --- | ---- | -------------------------- | -------------------------------- | ---------------------------------- | ----------------------------- | ---------------------- |
| |      |                            |                                  |                                    |                               |                        |
| 25 | 3-01 | Wish You Were Here         | Tant de bo estiguessis aquí      | David Duchovny                     | Tom Kapinos                   | 27 de setembre de 2009 |
| Amb la Karen vivint a Nova York, en Hank comença a tenir problemes per controlar a una Becca rebel. La mare de la millor amiga de la Becca convida en Hank a sopar malgrat advertir-la dels seus problemes en relacionar-se amb persones noves. Allà coneix a diversos professors de la universitat. La Marcy i en Charlie tornen a viure junts tot i que ella té clar que es vol divorciar i començar una nova vida. |      |                            |                                  |                                    |                               |                        |
| |      |                            |                                  |                                    |                               |                        |
| 26 | 3-02 | The Land of Rape and Honey | La terra de la violació i la mel | Bart Freundlich i David Von Ancken | Tom Kapinos                   | 4 d'octubre de 2009    |
| En Hank comença a treballar en la seva nova feina de professor de literatura a la universitat. Allà tindrà els primers problemes amb un alumne homosexual que esdevé el seu admirador i que també vol ser escriptor. Per altra banda, en Charlie intenta recuperar la Marcy però ella ja té un nou xicot molt diferent a ell. |      |                            |                                  |                                    |                               |                        |
| |      |                            |                                  |                                    |                               |                        |
| 27 | 3-03 | Verities & Balderdash      | Veritats i idioteses             | David Von Ancken                   | Gina Fattore                  | 11 d'octubre de 2009   |
| En Hank ha d'anar a una reunió del departament de llengua de la universitat a casa del degà, on tornarà a coincidir amb la seva dona Felicia, la professora Jill i l'alumna Jackie que fa de cambrera. En Charlie continua insistint en convèncer la Marcy de tornar i vol ser el nou representant del seu ídol adolescent Rick Springfield. |      |                            |                                  |                                    |                               |                        |
| |      |                            |                                  |                                    |                               |                        |
| 28 | 3-04 | Zoso                       | Zoso                             | Bart Freundlich                    | Tom Kapinos                   | 18 d'octubre de 2009   |
| En Hank continua tenint problemes per controlar la Becca i la seva adolescència. Per altra banda, continua intimant més amb la dona del degà, la seva assistent i una alumna que vol deixar la universitat. Veient que no pot convèncer a la Marcy per tornar junts, en Charlie es deixa assetjar per la seva nova cap. |      |                            |                                  |                                    |                               |                        |
| |      |                            |                                  |                                    |                               |                        |
| 29 | 3-05 | Slow Happy Boys            | Nois alegres i barroers          | David Von Ancken                   | Tom Kapinos                   | 25 d'octubre de 2009   |
| La Becca viatja a Nova York per veure la seva mare durant un cap de setmana mentre un amic de la infància d'en Hank el visita per recordar vells temps. Junt amb en Charlie i la Marcy acudeixen a una festa de la Sue Collini. Per altra banda, la Daisy visita en Charlie per comunicar-li que pateix una malaltia de transmissió sexual i que hauria d'anar al metge per precaució. |      |                            |                                  |                                    |                               |                        |
| |      |                            |                                  |                                    |                               |                        |
| 30 | 3-06 | Glass Houses               | Cases de vidre                   | Michael Lehmann                    | Tom Kapinos                   | 1 de novembre de 2009  |
| La Karen està de visita a Los Angeles per parlar amb en Hank sobre l'educació de la Becca, que està molt rebel, i decideixen tornar tots junts a Nova York. En Charlie invita en Rick Springfield a sopar posant en perill la seva reconciliació amb la Marcy perquè ella n'és una gran fan. |      |                            |                                  |                                    |                               |                        |
| |      |                            |                                  |                                    |                               |                        |
| 31 | 3-07 | So Here's the Thing...     | Bé, la qüestió és aquesta        | John Dahl                          | Daisy Gardner                 | 8 de novembre de 2009  |
| En Hank decideix reconduir la seva vida i aprofitar l'última oportunitat que li dona la Karen per tornar junts a Nova York. Així doncs, ha de parlar amb les tres pretendents actuals per deixar-les: Felicia (la dona del degà), Jill (la seva assistent) i la Jackie (una alumna). Per altra banda, en Charlie ajuda a la Sue per convèncer un client important perquè no deixi l'agència. |      |                            |                                  |                                    |                               |                        |
| |      |                            |                                  |                                    |                               |                        |
| 32 | 3-08 | The Apartment              | L'apartament                     | Adam Bernstein                     | Tom Kapinos                   | 15 de novembre de 2009 |
| En Hank ja ha parlat amb les tres pretendents convençut que tot està arreglat per poder tornar amb la Karen i alhora arreglar les coses amb la seva filla Becca. Malauradament per ell, la Jackie ve amb unes amigues per celebrar que ha deixat de ser stripper. L'endemà al matí, primer en Charlie i en Rick Springfield el van a veure, però poc després també apareixen la Jill, la Felicia, i el degà, i tots volen parlar amb ell per aclarir les coses. |      |                            |                                  |                                    |                               |                        |
| |      |                            |                                  |                                    |                               |                        |
| 33 | 3-09 | Mr. Bad Example            | Sr. Mal Exemple                  | John Dahl                          | Gina Fattore i Matt Patterson | 22 de novembre de 2009 |
| Després de les revelacions de tots els affaires d'en Hank, aquest espera ser despatxat del campus, però el degà li comunica que en principi no serà així. La Becca i la Chelsea es barallen a l'escola i els seus pares es reuneixen amb la directora de l'escola perquè les expulsaran. En la reunió, la Karen s'assabenta de tot el que ha fet en Hank però el que la irrita és que no s'ha encarregat de l'educació de la Becca. Per altra banda, en Charlie arrisca la seva feina per tal de separar la Marcy d'en Rick Sprinfield.                                                                                  |      |                            |                                  |                                    |                               |                        |
| |      |                            |                                  |                                    |                               |                        |
| 34 | 3-10 | Dogtown                    | Ciutat de gossos                 | Seith Mann                         | Tom Kapinos i Gina Fattore    | 29 de novembre de 2009 |
| En Charlie abandona el seu lloc de treball i en Hank se l'emporta per sortir a divertir-se junts. Mentrestant, la Karen s'emporta la seva filla per anar a consolar a la Marcy i també surten juntes. En Hank i en Charlie passen per diversos locals està malifetes, com robant un llibre seu autografiat, però també acaben sent atracats a punta de pistola en una botiga de begudes. |      |                            |                                  |                                    |                               |                        |
| |      |                            |                                  |                                    |                               |                        |
| 35 | 3-11 | Comings & Goings           | Anades i tornades                | David Von Ancken                   | Gina Fattore i Daisy Gardner  | 6 de desembre de 2009  |
| En la vigília de la tornada a Nova York, la Karen, la Becca i en Hank són invitats a menjar a casa de la Felicia. Allà es troba també amb la Jill, la Charlie i també en Richard Bates, que resulta que quan va començar com a professor d'universitat va tenir un affaire amorós amb la Karen que tenia dinou anys. El degà arriba més tard vestit de soldat i repta en Hank a un duel amb pistoles de fogueig. Per altra banda, en Charlie i la Marcy tenen una oferta important per vendre la casa alhora que reben els papers del divorci.                                                                           |      |                            |                                  |                                    |                               |                        |
| |      |                            |                                  |                                    |                               |                        |
| 36 | 3-12 | Mia Culpa                  | Mia culpa                        | Stephen Hopkins                    | Tom Kapinos                   | 13 de desembre de 2009 |
| La Karen empaqueta les darreres coses abans de traslladar-se a Nova York quan arriba la Mia després de realitzar la gira per tot el país per promocionar la seva novel·la. Abans que marxi els convida a casa seva perquè coneguin el seu agent i xicot. En una conversa, aquest li confessa a en Hank que sap la verdadera història de l'origen de la novel·la i l'intenta convèncer per fer públic l'escàndol i refer la seva carrera com a escriptor. En Hank està totalment en contra d'això per no ferir la sensibilitat de la Karen i la Becca i ell l'amenaça en què ho farà públic i el denunciarà a la policia. |      |                            |                                  |                                    |                               |                        |
| |      |                            |                                  |                                    |                               |                        |

## Quarta temporada
| Episodi | Codi | Títol original          | Títol en català             | Director             | Guió                       | Emissió original     |
| --- | ---- | ----------------------- | --------------------------- | -------------------- | -------------------------- | -------------------- |
| |      |                         |                             |                      |                            |                      |
| 37 | 4-01 | Exile on Main St.       | Exiliat al Carrer Major     | David Von Ancken     | Tom Kapinos                | 9 de gener de 2011   |
| Després de passar 72 hores reclòs a la presó, en Charlie va a buscar en Hank perquè comenci a treballar en la defensa contra els càrrecs que té imputats i en els nous plans que suposen la producció de la pel·lícula sobre la seva novel·la F&P. La jove estrella Sasha Bingham s'ha encapritxat de la novel·la i vol interpretar el paper de Mia, però és imprescindible que el propi Hank s'encarregui del guió.                               |      |                         |                             |                      |                            |                      |
| |      |                         |                             |                      |                            |                      |
| 38 | 4-02 | Suicide Solution        | Solució suïcida             | David Duchovny       | Tom Kapinos                | 16 de gener de 2011  |
| Informat que pot passar-se tres anys tancat a la presó si el declaren culpable de tràfic de menors, en Hank intenta refer novament la seva vida. Abans de començar a reescriure el guió, primer vol tornar a veure la seva filla Becca per demanar-li perdó. També li presenten l'actor que podria fer el seu paper en la pel·lícula tot i que no és la seva elecció.                                                                              |      |                         |                             |                      |                            |                      |
| |      |                         |                             |                      |                            |                      |
| 39 | 4-03 | Home Sweet Home         | Casa, dolça casa            | Adam Bernstein       | Tom Kapinos                | 23 de gener de 2011  |
| Recuperant-se a l'hospital del rentat d'estómac després d'una nit plena de drogues, la Karen i la Becca creuen que en Hank ha intentat suïcidar-se i el tornen a acceptar a casa seva perquè es recuperi. Per altra banda, el productor de la pel·lícula (Stu) coneix a la Marcy i la sedueix per començar a sortir, a canvi, li ofereix una noia a en Charlie perquè tinguin relacions sexuals mentrestant.                                       |      |                         |                             |                      |                            |                      |
| |      |                         |                             |                      |                            |                      |
| 40 | 4-04 | Monkey Business         | Tripijocs                   | Bart Freundlich      | Gabe Roth i Matt Patterson | 30 de gener de 2011  |
| En Hank i en Charlie assisteixen a una reunió amb el director, el productor de la pel·lícula i un important inversor per tal que convèncer-lo perquè la financïi. Per altra banda, la Marcy es fa una prova d'embaràs perquè en té tots els símptomes i la Becca comença a tocar amb el seu nou grup de música. |      |                         |                             |                      |                            |                      |
| |      |                         |                             |                      |                            |                      |
| 41 | 4-05 | Freeze-Frame            | Imatge congelada            | Beth McCarthy Miller | Tom Kapinos                | 6 de febrer de 2011  |
| La Mia testifica per la demanda de tràfic de menors sobre en Hank i després de la declaració sembla clar que en Hank és innocent. En Charlie pateix un accident domèstic quan mentre es depila la zona genital i descobreix que la vasectomia que li van practicar, probablement no fou realitzada correctament. |      |                         |                             |                      |                            |                      |
| |      |                         |                             |                      |                            |                      |
| 42 | 4-06 | Lawyers, Guns and Money | Advocats, pistoles i diners | John Dahl            | Vanessa Reisen             | 13 de febrer de 2011 |
| La publicació d'una foto sensacionalista amb en Hank, la Mia i la Sasha desfà el tracte al que havia arribat l'advocada d'en Hank per evitar els càrrecs de tràfic de menors. Aquesta decideix abandonar-lo perquè és una pèrdua de temps encarregar-se de la seva defensa. La Sasha vol abandonar el projecte de la pel·lícula, però l'actor que havia de fer el personatge d'en Hank (Eddie Nero) s'interessa per la producció de la pel·lícula. |      |                         |                             |                      |                            |                      |
| |      |                         |                             |                      |                            |                      |
| 43 | 4-07 | The Recused             | La recusada                 | Michael Weaver       | Tom Kapinos                | 20 de febrer de 2011 |
| Ara que l'Abby ja no vol ser la seva advocada, ella i en Hank deixen anar la seva mútua atracció sexual. Ara en Hank ha d'escollir si la vol com a parella o com a advocada. La Marcy i el Stu proposen a en Charlie que els ajudi a tirar endavant un nou projecte televisiu basat en la feina de la Marcy. |      |                         |                             |                      |                            |                      |
| |      |                         |                             |                      |                            |                      |
| 44 | 4-08 | Lights. Camera. Asshole | Llums. Càmera. Imbècil      | Adam Bernstein       | Tom Kapinos                | 27 de febrer de 2011 |
| La Sasha torna a contractar en Hank perquè reescrigui alguns diàlegs de la seva nova pel·lícula i ell accepta pels diners. La Marcy vol tornar a avortar però a última hora s'ho repensa, també pensa si dir-li al Stu ara que ha anat a viure amb ell. |      |                         |                             |                      |                            |                      |
| |      |                         |                             |                      |                            |                      |
| 45 | 4-09 | Another Perfect Day     | Un altre dia perfecte       | Michael Lehmann      | Tom Kapinos i Gabe Roth    | 6 de març de 2011    |
| Després de ser desallotjat de l'hotel, en Hank passa el cap de setmana amb la Karen i la Becca, esperant que el dilluns es realitzi el judici contra ell. Els dos ensenyen a conduir a la Becca, però a la nit roba les seves claus per escapar-se amb el cotxe. La Marcy li explica a en Charlie que està embarassada, però li diu que és del Stu.                                                                                                |      |                         |                             |                      |                            |                      |
| |      |                         |                             |                      |                            |                      |
| 46 | 4-10 | The Trial               | El judici                   | Seith Mann           | Tom Kapinos                | 13 de març de 2011   |
| Arriba el dia del judici contra en Hank, i en Charlie, la Karen i en Bill testifiquen evidenciant que en Hank sempre està borratxo, pensant en el sexe i odiant en Bill. També es revela que en Hank i la Mia ja s'havien conegut abans del dia que van tenir relacions sexuals, i ell ha de demostrar que no n'era conscient. |      |                         |                             |                      |                            |                      |
| |      |                         |                             |                      |                            |                      |
| 47 | 4-11 | The Last Supper         | L'últim sopar               | John Dahl            | Tom Kapinos                | 20 de març de 2011   |
| En Hank és declarat culpable finalment tot i que encara no sap quina serà la condemna. Per altra banda, també cobra pels guions que va escriure per la Sasha i es torna a comprar el mateix model de Porsche. La Karen li prepara un sopar sorpresa amb la Becca, en Charlie i la Marcy per acomiadar-se, per si de cas el condemnen a la presó.                                                                                                   |      |                         |                             |                      |                            |                      |
| |      |                         |                             |                      |                            |                      |
| 48 | 4-12 | ...And Justice for All  | ...i justícia per tothom    | Adam Bernstein       | Tom Kapinos                | 27 de març de 2011   |
| Malgrat ser declarat culpable, finalment s'escapa d'ingressar a la presó i només haurà de fer treballs socials. El Stu organitza un sopar a casa seva per celebrar l'inici de la nova pel·lícula i allà, la Marcy revela que el seu fill és d'en Charlie realment. Després del sopar, en Hank està apunt d'ofegar-se a la piscina però en Ben, el nou xicot de la Karen, el salva.                                                                 |      |                         |                             |                      |                            |                      |
| |      |                         |                             |                      |                            |                      |

## Cinquena temporada
| Episodi | Codi | Títol original               | Títol en català                      | Director          | Guió        | Emissió original     |
| --- | ---- | ---------------------------- | ------------------------------------ | ----------------- | ----------- | -------------------- |
| |      |                              |                                      |                   |             |                      |
| 49 | 5-01 | JFK to LAX                   | JFK a LAX                            | John Dahl         | Tom Kapinos | 8 de gener de 2012   |
| Tres anys després del judici, en Hank viu a Nova York i ha acabat publicar la seva nova novel·la, Californication. Aprofitant que talla amb la seva xicota Carrie i una interessant oferta de feina que li proposa en Charlie, decideix tornar uns dies a Los Angeles. Durant el vol manté relacions sexuals amb una noia interessant, i posteriorment descobreix que és la xicota de Samurai Apocalypse, artista hip-hop que casualment és el client de la feina que li havia comentat en Charlie. També aprofita per visitar a la Karen i la Becca, i coneix el seu nou marit Bates i el seu xicot Tyler, respectivament. |      |                              |                                      |                   |             |                      |
| |      |                              |                                      |                   |             |                      |
| 50 | 5-02 | The Way of the Fist          | El camí del puny                     | David Duchovny    | Tom Kapinos | 15 de gener de 2012  |
| En Hank continua pensant si fer el guió de la pel·lícula d'en Samurai, i quan aquest li presenta el que serà el director de la pel·lícula, decideix fer-se enrere perquè ja havien tingut problemes anteriorment. Durant una nit en un local, en Hank troba en Tyler sortint amb una altra noia i s'enfronta a ell, però decideix no estomacar-lo i repensa si explicar-li a la seva filla. |      |                              |                                      |                   |             |                      |
| |      |                              |                                      |                   |             |                      |
| 51 | 5-03 | Boys & Girls                 | Nois i noies                         | Seith Mann        | Tom Kapinos | 22 de gener de 2012  |
| Després de la pallissa que rep en Tyler per part dels homes d'en Samurai, en Hank li escriu el guió per la seva pel·lícula a canvi. Decideix tornar a Nova York, però abans surt amb la Kali, la xicota d'en Samurai. En Tyler es recupera de les ferides a casa de la Karen i la Becca. En Charlie decideix contractar a la Lizzie com a cangur del seu fill però també s'hi sent atret sexualment. |      |                              |                                      |                   |             |                      |
| |      |                              |                                      |                   |             |                      |
| 52 | 5-04 | Waiting for the Miracle      | Esperant el miracle                  | Bart Freundlich   | Tom Kapinos | 29 de gener de 2012  |
| La Carrie, la ex-xicota d'en Hank a Nova York, li fa una visita sorpresa a Los Angeles, i la Karen la convida a sopar a casa seva per conèixer-la, junt a la Marcy i l'Stu. Durant el sopar comencen a parlar sobre les seves tendències sexuals però acaba quan la Carrie s'adona que no convencerà mai en Hank per comprometre's. Per altra banda, en Charlie té una cita a cegues que li organitza la nova cangur del seu fill. |      |                              |                                      |                   |             |                      |
| |      |                              |                                      |                   |             |                      |
| 53 | 5-05 | The Ride-Along               | L'excursió                           | Millicent Shelton | Tom Kapinos | 5 de febrer de 2012  |
| En Samurai convida a en Hank a fer una sortida dins un cotxe patrulla de la Policia de Santa Monica per millorar el seu personatge a la pel·lícula, i aquest també en convida en Charlie. El policia que els fa d'amfitrió pateix un infart i després de deixar-lo a l'hospital decideixen seguir patrullant sols. Per altra banda, en Bates beu molt en un sopar amb la Karen, la Becca i en Tyler perquè aquest li ha canviat la beguda. |      |                              |                                      |                   |             |                      |
| |      |                              |                                      |                   |             |                      |
| 54 | 5-06 | Love Song                    | Cançó d'amor                         | Eric Stoltz       | Tom Kapinos | 12 de febrer de 2012 |
| Mentre la Karen encara continua enfadada amb en Hank perquè pensa que està relacionat amb la pallissa que va rebre en Tyler, en Samurai reclama en Hank perquè ajudi a la Kali en la composició d'una cançó d'amor que li falta per completar l'àlbum. La Kali li comenta que la cançó vol que parli dels sentiments que va tenir en arribar a Los Angeles i de tot el que va deixar per venir a fer realitat els seus somnis, que coincideix bastant amb el que Hank va sentir quan va arribar amb la Karen des de Nova York i recorda molts d'aquells moments. |      |                              |                                      |                   |             |                      |
| |      |                              |                                      |                   |             |                      |
| 55 | 5-07 | Here I Go Again              | Aquí sóc un altre cop                | Michael Weaver    | Tom Kapinos | 19 de febrer de 2012 |
| En Bates ha passat la nit amb una ballarina d'estriptís desconeguda (Holly) després d'emborratxar-se. En Hank intenta cobrir-lo perquè la Karen no ho descobreixi. La Holly apareix per sorpresa a casa de la Karen i en Hank la fa passar per la seva nova xicota. Per altra banda, la Marcy ha despatxat la Lizzie com a cangur i ella visita en Charlie perquè l'ajudi a recuperar la feina, però ell encara s'hi sent atret. |      |                              |                                      |                   |             |                      |
| |      |                              |                                      |                   |             |                      |
| 56 | 5-08 | Raw                          | Cru                                  | Bart Freundlich   | Tom Kapinos | 4 de març de 2012    |
| En Hank llegeix el guió que ha escrit en Tyler i es sorprèn del talent que amaga, tot i que també ho troba inquietant perquè explica la seva relació amb la Becca. Visita els seus pares per parlar-ne abans de donar-li l'opinió personalment. En Charlie continua tenint relacions sexuals d'amagat amb la Lizzie, fins i tot en el llit de la seva ex-dona. |      |                              |                                      |                   |             |                      |
| |      |                              |                                      |                   |             |                      |
| 57 | 5-09 | At the Movies                | Al cinema                            | Helen Hunt        | Tom Kapinos | 11 de març de 2012   |
| Comença el rodatge de la pel·lícula d'en Samurai però algunes escenes no funcionen i en Hank les ha de reescriure. Entremig té un enfrontament amb en Samurai perquè té un afer amb l'actriu protagonista. En Charlie vol representar en Tyler perquè té molt talent però en Hank l'avisa que si ho fa, s'acabarà l'amistat entre ells. |      |                              |                                      |                   |             |                      |
| |      |                              |                                      |                   |             |                      |
| 58 | 5-10 | Perverts & Whores            | Pervertits i prostitutes             | Bart Freundlich   | Tom Kapinos | 18 de març de 2012   |
| Després de trencar amb en Charlie perquè considera que l'ha traït, en Hank es reuneix amb Larry Levine, un nou agent que ràpidament li prepara una trobada amb Lars Manderhoff, un cineasta alemany del qual és seguidor. Allà es troba a la Trixie, una prostituta amb la qual ja havia coincidit. En Charlie intenta recuperar en Hank sense sort, i a més, s'assabenta que la Lizzie li va fer una fel·lació a l'Stu per aconseguir un paper en la pel·lícula d'en Samurai. |      |                              |                                      |                   |             |                      |
| |      |                              |                                      |                   |             |                      |
| 59 | 5-11 | The Party                    | La festa                             | Michael Lehmann   | Tom Kapinos | 25 de març de 2012   |
| En Bates torna a casa per continuar la rehabilitació amb l'ajuda d'un supervisor. En Hank torna a sentir que ja no té res a fer a Los Angeles i prepara la seva tornada a Nova York. Malgrat que ja no és el seu representant, en Charlie li prepara una festa sorpresa a casa seva perquè tothom es pugui acomiadar d'ell. En Charlie també intenta convèncer a la Lizzie per fer un pas endavant en la seva relació. |      |                              |                                      |                   |             |                      |
| |      |                              |                                      |                   |             |                      |
| 60 | 5-12 | Hell Ain't a Bad Place to Be | L'infern no és un mal lloc per estar | Adam Bernstein    | Tom Kapinos | 1 d'abril de 2012    |
| Després de passar una nit dormint al carrer dins el cotxe on somia que és en un bar a l'infern amb Lew Ashby de cambrer, acompanya a en Bates perquè es sinceri amb la Karen perquè acabar amb la seva relació és el millor per tots. A més, en Bates aprofita perquè tots dos reconsiderin la seva relació un altre cop. En Hank conversa amb la Becca per arreglar la discussió que van tenir i ella li explica que en Tyler li ha demanat per casar-se. Per altra banda, en Samurai està apunt de disparar en Tyler perquè lliga amb la Kali, però en Hank li explica que ell també va anar al llit amb la Kali i llavors el vol dispara a ell. La Carrie, la ex-xicota d'en Hank a Nova York, torna per recuperar-lo malgrat haver pres molts antidepressius. |      |                              |                                      |                   |             |                      |
| |      |                              |                                      |                   |             |                      |

## Sisena temporada
| Episodi | Codi | Títol original               | Títol en català             | Director         | Guió        | Emissió original     |
| --- | ---- | ---------------------------- | --------------------------- | ---------------- | ----------- | -------------------- |
| |      |                              |                             |                  |             |                      |
| 61 | 6-01 | The Unforgiven               | Sense perdó                 | David Duchovny   | Tom Kapinos | 13 de gener de 2013  |
| En Hank es desperta en un hospital després de la sobredosi patida per culpa de la Carrie, la seva ex-xicota de Nova York. La Becca li explica que ha deixat en Tyler també que deixarà els estudis per dedicar-se a la literatura. En Charlie el convenç per visitar l'estrella de rock Atticus Fetch, que li expressa el seu interès per crear un musical sobre la seva novel·la. La Karen, la Becca, en Charlie i la Marcy volen persuadir-lo perquè entri a un centre de rehabilitació per superar les seves addiccions. |      |                              |                             |                  |             |                      |
| |      |                              |                             |                  |             |                      |
| 62 | 6-02 | Quitters                     | Derrotistes                 | John Dahl        | Tom Kapinos | 20 de gener de 2013  |
| Instal·lat en el centre de rehabilitació, en Hank coneix diversos pacients però es fixa particularment en una groupie o "musa" de nom Faith. Mentrestant, en Charlie contacta amb un Robbie Mac, un famós actor homosexual que està ingressat en el mateix centre que en Hank i que busca representant. La Karen aconsegueix una feina de dissenyadora interior, casualment en la casa d'Atticus Fetch. |      |                              |                             |                  |             |                      |
| |      |                              |                             |                  |             |                      |
| 63 | 6-03 | Dead Rock Stars              | Estrella de rock mortes     | Adam Bernstein   | Tom Kapinos | 27 de gener de 2013  |
| En Hank continua el seu tractament de rehabilitació però decideix acompanyar a la Faith al funeral del músic pel qual ella està en rehabilitació, i que també és amic de la infància d'Atticus Fetch. En Charlie es reuneix amb en Robbie per començar a discutir sobre nous projectes filmogràfics. La Karen comença la seva nova feina a la casa d'Atticus Fetch i encara troba diversos convidats de la festa que aquest va celebrar la nit anterior, entre ells en Hank. |      |                              |                             |                  |             |                      |
| |      |                              |                             |                  |             |                      |
| 64 | 6-04 | Hell Bent for Leather        | Ràpid com el vent           | David Von Ancken | Tom Kapinos | 10 de febrer de 2013 |
| En Charlie intenta convèncer en Hank perquè faci el guió d'un remake de "Cruising" per l'actor Robbie Mac, però la productora serà la mateixa que va destrossar el guió de la pel·lícula sobre la seva primera novel·la. Per celebrar l'acord, en Robbie els convida a tots a una festa gai a casa seva. Allà es troben en Bates treballant de cambrer. En Robbie intenta mantenir relacions sexuals amb en Charlie però ell no pot aguantar més i finalment confessa que no és gai. |      |                              |                             |                  |             |                      |
| |      |                              |                             |                  |             |                      |
| 65 | 6-05 | Rock and a Hard Place        | Rock i un lloc dur          | David Von Ancken | Tom Kapinos | 17 de febrer de 2013 |
| En Charlie ha estat despatxat i a en Hank li falta inspiració per començar el seu nou projecte literari. Per millorar la seva situació van a veure Atticus Fetch per refer la seva col·laboració en el seu projecte musical. Aquest els posa a prova i els demana que li vagin a buscar una guitarra que pertanyia al seu amic d'infantesa que va morir recentment i també cocaïna. Localitzen el venedor de drogues que té la guitarra amb l'ajuda de la Faith i el convencen per fer un preu especial. Per altra banda, l'Stu intenta reconciliar-se amb la Marcy però ella li farà passar-la magra seguint els consells de l'Ophelia. |      |                              |                             |                  |             |                      |
| |      |                              |                             |                  |             |                      |
| 66 | 6-06 | In the Clouds                | En els núvols               | David Von Ancken | Tom Kapinos | 24 de febrer de 2013 |
| Per una banda, en Hank intenta novament convèncer la seva filla de no seguir la seva carrera literària perquè la seva mare està molt preocupada. Per l'altra, amb en Charlie acompanyen Atticus Fetch en el seu avió privat per anar a Nova York, que busca inspiració per crear cançons pel seu projecte musical. En el viatge també s'hi afegeixen la seva dona, la Faith i la vídua del seu amic mort recentment. Durant el viatge els enganxa una tempesta i tots comencen a patir per la seva vida a causa de les turbulències. |      |                              |                             |                  |             |                      |
| |      |                              |                             |                  |             |                      |
| 67 | 6-07 | The Dope Show                | El xou de l'herba           | Michael Weaver   | Tom Kapinos | 3 de març de 2013    |
| En Hank i en Charlie tornen a casa seva després del viatge i troben el pis fet un desastre degut a la festa muntada per la Becca mentre ells eren fora. En Hank i la Karen intenten ensenyar a la seva filla un lliçó sobre el resultat de l'abús de les drogues i van a casa d'Atticus Fetch per demostrar la seva decadència. Per desgràcia, allà coincideixen amb Marilyn Manson, ídol de la Becca, i els demostra els avantatges que té consumir droga. Per altra banda, en Charlie passa una tarda amb el seu fill Stuart i intenta refer la seva relació amb la Marcy.                                                             |      |                              |                             |                  |             |                      |
| |      |                              |                             |                  |             |                      |
| 68 | 6-08 | Everybody's a Fucking Critic | Tothom és un fotut crític   | Seith Mann       | Tom Kapinos | 10 de març de 2013   |
| En Hank revisa l'esborrany que ha escrit la seva filla i, veient que no té prou qualitat, intenta aconsellar-la perquè comenci un nou projecte malgrat que ella no ho accepta gaire bé. Per altra banda també acaba el seu guió pel musical però no agrada ni a l'Atticus, ni a en Charlie ni a l'Stu. Davant les crítiques, en Hank busca refugi amb la Faith perquè l'ajudi a trobar inspiració. En Charlie i l'Stu uneixen esforços per alliberar la Marcy de la influència de l'Ophelia. |      |                              |                             |                  |             |                      |
| |      |                              |                             |                  |             |                      |
| 69 | 6-09 | Mad Dogs & Englishmen        | Gossos rabiosos i un anglès | Adam Bernstein   | Tom Kapinos | 17 de març de 2013   |
| En Hank ha reescrit brillantment el guió del musical i, aprofitant que l'acaben de fer fora de casa, l'Atticus fa organitzar una festa a casa d'en Charlie per celebrar ambdues coses. Entre els convidats hi ha la Faith i el venedor de drogues, però també torna l'Eddie Nero perquè vol protagonitzar el musical. La Karen i la Marcy també han vingut, però la Karen prefereix estar amb l'Eddie perquè ha vist que hi ha alguna cosa entre la Faith i en Hank. |      |                              |                             |                  |             |                      |
| |      |                              |                             |                  |             |                      |
| 70 | 6-10 | Blind Faith                  | Fe cega                     | Adam Bernstein   | Tom Kapinos | 24 de març de 2013   |
| La Becca informa als seus pares que té decidit fer un pelegrinatge literari per viure noves experiències i escriure sobre elles. Mentre estan prenent una copa en un bar en Hank i la Faith, ella rep la trucada de la seva mare i tampoc la contesta com fa molts anys. Ell la convenç per fer una visita als seus pares per veure com estan i, de pas, fer-los creure que té un xicot assenyat. A la nit sopen tots junts i després d'una tensa discussió es coneix el passat de la Faith. |      |                              |                             |                  |             |                      |
| |      |                              |                             |                  |             |                      |
| 71 | 6-11 | The Abby                     | La Abby                     | Michael Weaver   | Tom Kapinos | 31 de març de 2013   |
| L'Atticus ha decidit retirar-se i abandonar la vida d'estrella musical per anar al centre de rehabilitació que havia anat en Hank i superar la seva addicció a les drogues. En Hank i la Faith intenten convèncer l'Atticus perquè s'ho repensi i torni a compondre, però com que no ho aconsegueixen, amb l'ajuda d'en Bates introdueixen drogues en el centre perquè recaigui en l'addicció. Per altra banda, l'Ophelia revela que sent atracció per la Marcy i la rapta perquè ella la rebutja. |      |                              |                             |                  |             |                      |
| |      |                              |                             |                  |             |                      |
| 72 | 6-12 | I'll Lay My Monsters Down    | Enterraré els meus montres  | Stephen Hopkins  | Tom Kapinos | 7 d'abril de 2013    |
| En Hank continua indecís sobre si anar de gira amb Atticus Fetch i començar una relació més seriosa amb la Faith, o quedar-se a casa i intentar tornar amb la Karen. Com l'Atticus ha malgastat part de la seva fortuna, ha de vendre's el seu avió i fer la gira en autobús. En el primer concert de la gira, la Marcy i en Charlie es tornen a casar en el mateix escenari i amb la cerimònia realitzada per l'Atticus. En Hank marxa de gira per estar amb la Faith però contínuament somia amb la Karen i es replanteja la seva decisió.                                                                                             |      |                              |                             |                  |             |                      |
| |      |                              |                             |                  |             |                      |

## Setena temporada
| Episodi | Codi | Títol original       | Títol en català                   | Director         | Guió        | Emissió original   |
| --- | ---- | -------------------- | --------------------------------- | ---------------- | ----------- | ------------------ |
| |      |                      |                                   |                  |             |                    |
| 73 | 7−01 | Levon                | Levon                             | David Duchovny   | Tom Kapinos | 13 d'abril de 2014 |
| En Hank ha decidit tornar per recuperar la Karen, però ella ja no sent el mateix i vol refer la seva vida. Per altra banda, un noi es presenta a casa seva per entrevistar-lo (Levon), però el noi resulta ser fill seu d'una relació que havia tingut abans de conèixer la Karen. També ha aconseguit una nova feina com a coguionista d'una sèrie de televisió, no molt il·lusionant però necessita una feina per poder recuperar la Karen. |      |                      |                                   |                  |             |                    |
| |      |                      |                                   |                  |             |                    |
| 74 | 7−02 | Julia                | Julia                             | Adam Bernstein   | Tom Kapinos | 20 d'abril de 2014 |
| En Hank comença a treballar com a guionista, coneix els seus nous companys i realitza les primeres reunions de guió. Després torna a veure el seu "nou" fill Levon, que el convida a casa seva sense explicar-li que viu amb la seva mare (Julia). Els dos pares es tornen a veure més tard ja que la Julia no sabia que en Levon havia buscat el seu pare després de tants anys. |      |                      |                                   |                  |             |                    |
| |      |                      |                                   |                  |             |                    |
| 75 | 7−03 | Like Father like Son | Els tests s'assemblen a les olles | Michael Lehmann  | Tom Kapinos | 27 d'abril de 2014 |
| En Levon comença a treballar en els mateixos estudis on treballa en Hank com a assistent. Durant el dia, una actriu acusa en Hank d'assetjament sexual durant un càsting i una secretària fa el mateix amb en Levon quan miraven vídeos per Internet. Ambdós conserven la feina després de parlar amb el productor de la sèrie i la intervenció de la Júlia. |      |                      |                                   |                  |             |                    |
| |      |                      |                                   |                  |             |                    |
| 76 | 7−04 | Dicks                | Penis                             | David Von Ancken | Tom Kapinos | 4 de maig de 2014  |
| En Hank intenta refer la relació amb en Levon i la Julia, i se'n van a sopar per conèixer-se millor. Després del sopar passen una velada junts en Hank i la Julia que els fa recordar la seva relació anterior. En Rath, el cap d'en Hank, contracta la Julia i també la intenció de sortir amb ella. En Charlie busca nous clients perquè amb la Marcy estan prop de la ruïna econòmica. |      |                      |                                   |                  |             |                    |
| |      |                      |                                   |                  |             |                    |
| 77 | 7−05 | Getting the Piss Out | Estar-la cagant                   | Seith Mann       | Tom Kapinos | 11 de maig de 2014 |
| En Levon continua tenint comportaments inadequats perquè està sobreexcitat i reprimit contínuament. Per tal d'ajudar-lo, amb la Marcy decideixen pagar una prostituta que és clienta de la Marcy perquè desvirgui en Levon. Mentre estan discutint discutint els termes amb el proxeneta, la Karen venia a veure en Hank i no es pot creure que li pagui una prostituta al seu fill. |      |                      |                                   |                  |             |                    |
| |      |                      |                                   |                  |             |                    |
| 78 | 7−06 | Kick you             | Despatxat                         | David Von Ancken | Tom Kapinos | 18 de maig de 2014 |
| En Rath ha organitzat una festa a la seva mansió per tot el personal relacionat amb la sèrie de televisió. En Rath i en Hashtag, l'estrella de la sèrie, volen lligar amb la Julia, però al final torna a intimar amb en Hank, provocant que els altres dos s'enfadin amb ell. Entre els convidats també hi ha en Levon i la prostituta que el va desvirgar, provocant que quan la torna a veure, vol tornar a tenir relacions sexuals amb ella i en Hank torni a pagar. |      |                      |                                   |                  |             |                    |
| |      |                      |                                   |                  |             |                    |
| 79 | 7−07 | Smile                | Somriu                            | John Dahl        | Tom Kapinos | 25 de maig de 2014 |
| En Charlie es retroba amb en Krull, ex-majordom d'Atticus Fetch que ara treballa de cambrer i ha començat a escriure les seves memòries. Quan s'assabenta que ha treballat per tants músics importants, en Charlie s'interessa per començar a llegir els primers esborranys d'aquestes memòries. Per la seva banda, en Hank intenta convèncer a la Julia perquè no deixi el paper a la sèrie de televisió. |      |                      |                                   |                  |             |                    |
| |      |                      |                                   |                  |             |                    |
| 80 | 7−08 | 30 Minutes or Less   | 30 minuts o menys                 | David Von Ancken | Tom Kapinos | 1 de juny de 2014  |
| En Hank fa de productor d'un capítol però l'estrella de la sèrie no para de provocar-li problemes. A més, tan la Julia com la protagonista de la sèrie volen tornar a tenir relacions sexuals amb ell. Per altra banda, el Stu ofereix un milió de dòlars a la Marcy i en Charlie a canvi de poder tornar a tenir relacions sexuals amb ella un cop més. La parella s'ho replanteja perquè tenen problemes econòmics. |      |                      |                                   |                  |             |                    |
| |      |                      |                                   |                  |             |                    |
| 81 | 7−09 | Faith, Hope, Love    | Fe, esperança, amor               | John Dahl        | Tom Kapinos | 8 de juny de 2014  |
| La Marcy, en Charlie i en Hank es troben a l'hospital per conèixer l'estat de la Karen, que ha patit un accident de trànsit. Mentre esperen el diagnòstic del seu estat, en Hank recorda diversos passatges de la seva relació amb la Karen i la Becca, especialment quan van començar els problemes en la relació, com tot es va complicar, i com tiraven endavant malgrat les discussions. |      |                      |                                   |                  |             |                    |
| |      |                      |                                   |                  |             |                    |
| 82 | 7−10 | Dinner With Friends  | Sopar amb amics                   | Adam Bernstein   | Tom Kapinos | 15 de juny de 2014 |
| En Hank ha preparat un sopar romàntic per la Karen. Quan comencen a sopar i repassar la seva relació amorosa, es presenta la Júlia per sorpresa i la Karen la convida a entrar ja que encara no es coneixen, i parlen sobre en Hank. Amb el sopar romàntic aixafat, comencen a venir a casa tots els amics: primer la Marcy i en Charlie, llavors en Krull, després en Levon amb una prostituta, i finalment en Rath amb l'Eddie Nero. |      |                      |                                   |                  |             |                    |
| |      |                      |                                   |                  |             |                    |
| 83 | 7−11 | Daughter             | Filla                             | Michael Lehmann  | Tom Kapinos | 22 de juny de 2014 |
| Com ja s'imaginava, la sèrie de televisió en la qual treballava en Hank ha estat cancel·lada definitivament. Per altra banda, la Becca ha tornat a Los Angeles per anunciar als seus pares que es casarà en pocs dies amb el seu xicot malgrat que en Hank no hi està d'acord. A més, encara no li ha comunicat que en Levon és el seu germà i li espatllen la sorpresa. Apunt d'arribar a la ruïna econòmica, la Marcy accepta el tracte de l'Stu d'anar al llit amb ell a canvi d'un milió de dòlars.                                                                                   |      |                      |                                   |                  |             |                    |
| |      |                      |                                   |                  |             |                    |
| 84 | 7−12 | Grace                | Honrar                            | Adam Bernstein   | Tom Kapinos | 29 de juny de 2014 |
| La Karen ja fa la maleta per anar al casament de la Becca, però en Hank encara no l'ha acceptat. Mentre s'ho repensa, intenta arreglar tots els problemes importants que l'envolten. Primer ajuda el seu fill Levon a començar una relació sentimental normal amb una noia i deixi d'anar amb prostitutes. També intenta solucionar la seva relació amb la Júlia, tot i que té pensada una sorpresa per ella. Per altra banda, la Marcy va a casa de l'Stu per tenir relacions sexuals amb ell tal com havien acordat, i en Charlie convida en Krull i dues prostitutes per no pensar-hi. |      |                      |                                   |                  |             |                    |
| |      |                      |                                   |                  |             |                    |